# Shaedon Sharpe
Shaedon Sharpe, né le 30 mai 2003 à London en Ontario, est un joueur canadien de basket-ball évoluant au poste d'arrière voire d'ailier. Il mesure 1,95 m.

## Biographie

### Carrière universitaire
Le 7 septembre 2021, l'arrière canadien s'engage avec les Wildcats du Kentucky. L'entraîneur John Calipari décide de ne pas le faire jouer de la saison 2021-2022 puisqu'il arrive à mi-saison dans l'effectif des Wildcats et de l'inclure dans l'effectif pour la saison 2022-2023. Mais le 21 avril 2022, Sharpe revient finalement en arrière et se présente pour la draft 2022 où il est pressenti parmi les dix premiers choix sans avoir joué le moindre match pour les Wildcats,.

### Carrière professionnelle

#### Trail Blazers de Portland (depuis 2022)
Il est choisi en 7e position par les Trail Blazers de Portland lors de la draft 2022.

### Équipe nationale
Lors du Championnat des Amériques des moins de 16 ans en 2019, il remporte la médaille d'argent avec le Canada. Il tourne à 13 points, 3,7 rebonds et 2,3 passes décisives de moyenne.

## Palmarès
- Champion de la NBA Summer League avec les Portland Trail Blazers

### En sélection
- Médaille d'argent au Championnat des Amériques des 16 ans et moins en 2019

## Statistiques

### NBA

#### Saison régulière
| Saison    | Équipe   | Matchs | Titul. | Min./m | % Tir | % 3pts | % LF | Rbds/m. | Pass/m. | Int/m. | Ctr/m. | Pts/m. |
| --------- | -------- | ------ | ------ | ------ | ----- | ------ | ---- | ------- | ------- | ------ | ------ | ------ |
| 2022-2023 | Portland | 80     | 15     | 22,2   | 47,2  | 36,0   | 71,4 | 3,00    | 1,20    | 0,50   | 0,30   | 9,90   |
| 2023-2024 | Portland | 32     | 25     | 33,1   | 40,6  | 33,3   | 82,4 | 5,00    | 2,90    | 0,90   | 0,40   | 15,90  |
| 2024-2025 | Portland | 72     | 52     | 31,3   | 45,2  | 31,1   | 78,5 | 4,50    | 2,80    | 0,90   | 0,20   | 18,50  |
| Carrière  | Carrière | 184    | 92     | 27,7   | 44,9  | 33,0   | 77,9 | 3,90    | 2,10    | 0,70   | 0,30   | 14,30  |